# 寬仁
寬仁（1017年5月21日~1021年3月17日）是日本的年號之一，指的是長和之後、治安之前；1017年到1021年這段期間。此時的天皇是後一條天皇。

## 改元
- 長和六年四月二十三日（1017年5月21日） 改元寬仁
- 寬仁五年二月二日（1021年3月17日） 改元治安

## 出處
《會稽記》

## 大事記
- 寬仁元年：藤原賴通任攝政。

## 紀年、西曆、干支對照表
| 寬仁 | 元年   | 二年   | 三年   | 四年   | 五年   |
| 公元 | 1017年 | 1018年 | 1019年 | 1020年 | 1021年 |
| 干支 | 丁巳   | 戊午   | 己未   | 庚申   | 辛酉   |